# 프로농구 시상식
프로농구 시상식은 대한민국의 프로농구 리그인 한국프로농구(KBL)에서 한 시즌동안 활약한 인물들에게 매 시즌 직후 각 부문별로 시상하는 한국프로농구의 공식 시상식이다.

## 2011-12
2011-2012 KB국민카드 프로농구 시상식
- 일시 및 장소: 2012년 4월 9일 서울 양재 교육문화회관 대극장
- 방송: SBS ESPN
- 사회: 우지원, 신아영
- 후원: KB국민카드

### 이성구 페어플레이상
- 김선형 (서울 SK 나이츠)

### 심판상
- 장준혁
- 황순팔

### 감독상
- 강동희 (원주 동부 프로미)

### 신인선수상
- 오세근 (안양 KGC인삼공사)

### 식스맨상
- 이정현 (안양 KGC인삼공사)

### 최우수수비상
- 김주성 (원주 동부 프로미)

### 인기상
- 김선형 (서울 SK 나이츠)

### 특별상
- 추승균

### 베스트 5
- 가드: 양동근 (울산 모비스 피버스), 김태술 (안양 KGC인삼공사)
- 포워드: 윤호영 (원주 동부 프로미), 김주성 (원주 동부 프로미)
- 센터: 오세근 (안양 KGC인삼공사)

### MVP
- 윤호영 (원주 동부 프로미)

## 2012-13
2012-2013 KB국민카드 프로농구 시상식
- 일시 및 장소: 2013년 4월 25일 오후 4시 건국대학교 새천년관 대공연장
- 방송: SBS ESPN
- 사회: 우지원, 장유례 (인터뷰: 현명호)
- 후원: KB국민카드

### 신인선수상
- 최부경 (서울 SK 나이츠)

### 이성구 페어플레이상
- 임재현 (전주 KCC 이지스)

### 심판상
- 장준혁

### 식스맨상
- 변기훈 (서울 SK 나이츠)

### 최우수수비상
- 양동근 (울산 모비스 피버스)

### 특별상
- 서장훈
- 강혁
- 김성철

### 감독상
- 문경은 (서울 SK 나이츠)

### 베스트 5
- 가드: 양동근 (울산 모비스 피버스), 김선형 (서울 SK 나이츠)
- 포워드: 애런 헤인즈 (서울 SK 나이츠), 문태영 (울산 모비스 피버스)
- 센터: 로드 벤슨 (울산 모비스 피버스), 리온 윌리엄스 (고양 오리온스)[2]

### 인기상
- 김태술 (안양 KGC인삼공사)

### MVP
- 김선형 (서울 SK 나이츠)

## 2013-14
2013-2014 KB국민카드 프로농구 시상식
- 일시 및 장소: 2014년 4월 14일 오후 4시 잠실학생체육관
- 방송: MBC 스포츠+
- 사회: 서지석, 김선신 (인터뷰 & 통역: 구새봄)
- 후원: KB국민카드

### 신인선수상
- 김종규 (창원 LG 세이커스)

### 이성구 페어플레이상
- 조성민 (부산 KT 소닉붐)

### 인기상
- 김민구 (전주 KCC 이지스)

### 심판상
- 황순팔

### 식스맨상
- 주희정 (서울 SK 나이츠)

### 최우수수비상
- 양희종 (안양 KGC인삼공사)

### 감독상
- 김진 (창원 LG 세이커스)

### 베스트 5
- 가드: 양동근 (울산 모비스 피버스), 조성민 (부산 KT 소닉붐)
- 포워드: 문태종 (창원 LG 세이커스), 문태영 (울산 모비스 피버스)
- 센터: 데이번 제퍼슨 (창원 LG 세이커스)

### MVP
- 문태종 (창원 LG 세이커스)

## 같이 보기
- 한국프로농구